# HD52696
HD52696 — хімічно пекулярна зоря спектрального класу A3, що має видиму зоряну величину в смузі V приблизно  8,5.
Вона  розташована на відстані близько 2836,1 світлових років від Сонця.

## Пекулярний хімічний вміст
Зоряна атмосфера HD52696 має підвищений вміст 
Cr
.